# Liga Światowa w Piłce Siatkowej 2010 (grupa F)
Do rywalizacji w turnieju finałowym Ligi światowej siatkarzy przystąpiło 6 reprezentacji. W grupie F znalazły się następujące drużyny:
- Rosja
- Włochy
- Kuba

Mecze w grupie F rozegrane zostały pomiędzy 21 a 23 lipca.

## Tabela
| Lp. | Drużyna | Pkt | Mecze | Mecze   | Mecze   | Małe punkty | Małe punkty | Małe punkty | Sety | Sety | Sety  |
| Lp. | Drużyna | Pkt | M     | W (3:2) | P (2:3) | zdob.       | str.        | ratio       | wyg. | prz. | ratio |
| --- | ------- | --- | ----- | ------- | ------- | ----------- | ----------- | ----------- | ---- | ---- | ----- |
| 1   | Rosja   | 4   | 2     | 2 (2)   | 0 (0)   | 221         | 192         | 1.151       | 6    | 4    | 1.500 |
| 2   | Kuba    | 4   | 2     | 1 (0)   | 1 (1)   | 182         | 182         | 1.000       | 5    | 3    | 1.667 |
| 3   | Włochy  | 1   | 2     | 0 (0)   | 2 (1)   | 167         | 196         | 0.852       | 2    | 6    | 0.333 |

Źródło: [ ]
Punktacja: 3:0 i 3:1 – 3 pkt; 3:2 – 2 pkt; 2:3 – 1 pkt; 1:3 i 0:3 – 0 pkt
Zasady ustalania kolejności: 1. liczba punktów; 2. liczba zwycięstw; 3. stosunek małych punktów; 4. stosunek setów

## Mecze
| 21 lipca 2010 | Włochy                | 2:3 (14:25, 25:22, 24:26, 25:23, 7:15) | Rosja                  | Orfeo Superdomo, Cordoba                         |  |
| 17:40         | Alessandro Fei 20 pkt |                                        | Maxim Mikhaylov 18 pkt | Widzów: 3 500 Sędziowie: F. Loderus i O. Sakaide |  |

| 21 lipca 2010 | Rosja                  | 3:2 (23:25, 25:14, 25:20, 22:25, 15:13) | Kuba                    | Orfeo Superdomo, Cordoba                         |  |
| 17:40         | Maxim Mikhaylov 21 pkt |                                         | Roberlandy Simón 17 pkt | Widzów: 3 000 Sędziowie: O. Sakaide i U. Sukullu |  |

| 21 lipca 2010 | Kuba                 | 3:0 (25:17, 35:33, 25:22) | Włochy                | Orfeo Superdomo, Cordoba                         |  |
| 17:40         | Wilfredo León 14 pkt |                           | Alessandro Fei 12 pkt | Widzów: 4 500 Sędziowie: O. Sakaide i F. Loderus |  |

## Włochy - Rosja
Środa, 21 lipca 2010

17:40 (UTC-3) - Orfeo Superdomo, Cordoba - Widzów: 3 500
| Włochy                | 2:3 (14:25, 25:22, 24:26, 25:23, 7:15) | Rosja                  |
| Alessandro Fei 20 pkt | raport                                 | Maxim Mikhaylov 18 pkt |

|                          |    |                    |        |
|                          |    |                    |        |
| Ś                        | 1  | Luigi Mastrangelo  | 7 pkt  |
| L                        | 2  | Davide Marra       |        |
| P                        | 3  | Simone Parodi      | 3 pkt  |
| R                        | 5  | Valerio Vermiglio  |        |
| A                        | 14 | Alessandro Fei     | 20 pkt |
| Ś                        | 15 | Emanuele Birarelli | 7 pkt  |
| P                        | 18 | Matej Černić       | 12 pkt |
| Zmiany:                  |    |                    |        |
| P                        | 7  | Michal Lasko       |        |
| P                        | 8  | Gabriele Maruotti  |        |
| P                        | 11 | Cristian Savani    | 13 pkt |
| R                        | 13 | Dragan Travica     |        |
| Ś                        | 17 | Andrea Sala        | 1 pkt  |
| Trener:                  |    |                    |        |
| Andrea Anastasi (Włochy) |    |                    |        |

| Wyjściowe ustawienia drużyn w 1. secie                                                                                  |
| --- |
| \| Vermiglio Černić Birarelli Fei Parodi Mastrangelo Marra Khtey Muserskiy Mikhaylov Berezhko Wołkow Grankin Komarov \| |
| |
| Vermiglio Černić Birarelli Fei Parodi Mastrangelo Marra Khtey Muserskiy Mikhaylov Berezhko Wołkow Grankin Komarov       |

| Vermiglio Černić Birarelli Fei Parodi Mastrangelo Marra Khtey Muserskiy Mikhaylov Berezhko Wołkow Grankin Komarov |

| Wyjściowe ustawienia drużyn w 2. secie                                                                                  |
| --- |
| \| Černić Birarelli Fei Savani Mastrangelo Vermiglio Marra Khtey Muserskiy Mikhaylov Berezhko Wołkow Grankin Komarov \| |
| |
| Černić Birarelli Fei Savani Mastrangelo Vermiglio Marra Khtey Muserskiy Mikhaylov Berezhko Wołkow Grankin Komarov       |

| Černić Birarelli Fei Savani Mastrangelo Vermiglio Marra Khtey Muserskiy Mikhaylov Berezhko Wołkow Grankin Komarov |

| Wyjściowe ustawienia drużyn w 3. secie                                                                                  |
| --- |
| \| Černić Birarelli Fei Savani Mastrangelo Vermiglio Marra Grankin Khtey Muserskiy Mikhaylov Berezhko Wołkow Komarov \| |
| |
| Černić Birarelli Fei Savani Mastrangelo Vermiglio Marra Grankin Khtey Muserskiy Mikhaylov Berezhko Wołkow Komarov       |

| Černić Birarelli Fei Savani Mastrangelo Vermiglio Marra Grankin Khtey Muserskiy Mikhaylov Berezhko Wołkow Komarov |

| Wyjściowe ustawienia drużyn w 4. secie                                                                                  |
| --- |
| \| Černić Birarelli Fei Savani Mastrangelo Vermiglio Marra Wołkow Grankin Khtey Muserskiy Mikhaylov Berezhko Komarov \| |
| |
| Černić Birarelli Fei Savani Mastrangelo Vermiglio Marra Wołkow Grankin Khtey Muserskiy Mikhaylov Berezhko Komarov       |

| Černić Birarelli Fei Savani Mastrangelo Vermiglio Marra Wołkow Grankin Khtey Muserskiy Mikhaylov Berezhko Komarov |

| Wyjściowe ustawienia drużyn w 5. secie                                                                           |
| --- |
| \| Černić Birarelli Fei Savani Sala Vermiglio Marra Biryukov Wołkow Grankin Khtey Muserskiy Mikhaylov Komarov \| |
| |
| Černić Birarelli Fei Savani Sala Vermiglio Marra Biryukov Wołkow Grankin Khtey Muserskiy Mikhaylov Komarov       |

| Černić Birarelli Fei Savani Sala Vermiglio Marra Biryukov Wołkow Grankin Khtey Muserskiy Mikhaylov Komarov |

|                          |    |                   |        |
|                          |    |                   |        |
| P                        | 4  | Taras Khtey       | 14 pkt |
| R                        | 6  | Sergey Grankin    | 6 pkt  |
| P                        | 10 | Yury Berezhko     | 13 pkt |
| Ś                        | 13 | Dmitriy Muserskiy | 17 pkt |
| Ś                        | 15 | Aleksandr Wołkow  | 11 pkt |
| A                        | 17 | Maxim Mikhaylov   | 18 pkt |
| L                        | 19 | Valery Komarov    |        |
| Zmiany:                  |    |                   |        |
| A                        | 2  | Semen Poltavskiy  | 1 pkt  |
| P                        | 3  | Dmitry Krasikov   |        |
| Ś                        | 7  | Alexey Kazakov    |        |
| P                        | 8  | Denis Biryukov    | 1 pkt  |
| R                        | 16 | Sergey Makarov    |        |
| Trener:                  |    |                   |        |
| Daniele Bagnoli (Włochy) |    |                   |        |

- I sędzia: F. Loderus (Holandia)
- II sędzia: O. Sakaide (Japonia)
- Czas trwania meczu: 123 min

| Włochy | Statystyki        | Rosja |
| 2      | SETY              | 3     |
| 95     | MAŁE PUNKTY       | 111   |
| 53     | ATAK              | 64    |
| 4      | BLOK              | 14    |
| 6      | SERWIS            | 3     |
| 32     | BŁĘDY PRZECIWNIKA | 30    |

## Rosja - Kuba
Czwartek, 22 lipca 2010

17:30 (UTC-3) - Orfeo Superdomo, Cordoba - Widzów: 3 000
| Rosja                  | 3:2 (23:25, 25:14, 25:20, 22:25, 15:13) | Kuba                    |
| Maxim Mikhaylov 21 pkt | raport                                  | Roberlandy Simón 17 pkt |

|                          |    |                   |        |
|                          |    |                   |        |
| P                        | 4  | Taras Khtey       | 14 pkt |
| R                        | 6  | Sergey Grankin    | 6 pkt  |
| P                        | 8  | Denis Biryukov    | 1 pkt  |
| Ś                        | 13 | Dmitriy Muserskiy | 17 pkt |
| Ś                        | 15 | Aleksandr Wołkow  | 11 pkt |
| A                        | 17 | Maxim Mikhaylov   | 18 pkt |
| L                        | 19 | Valery Komarov    |        |
| Zmiany:                  |    |                   |        |
| A                        | 2  | Semen Poltavskiy  | 1 pkt  |
| P                        | 3  | Dmitry Krasikov   |        |
| Ś                        | 7  | Alexey Kazakov    |        |
| Ś                        | 14 | Anton Astashenkov | 13 pkt |
| R                        | 16 | Sergey Makarov    |        |
| Trener:                  |    |                   |        |
| Daniele Bagnoli (Włochy) |    |                   |        |

| Wyjściowe ustawienia drużyn w 1. secie                                                                              |
| --- |
| \| Grankin Khtey Muserskiy Mikhaylov Biryukov Wołkow Komarov Camejo Cepeda Leal Simón Hierrezuelo León Gutierrez \| |
| |
| Grankin Khtey Muserskiy Mikhaylov Biryukov Wołkow Komarov Camejo Cepeda Leal Simón Hierrezuelo León Gutierrez       |

| Grankin Khtey Muserskiy Mikhaylov Biryukov Wołkow Komarov Camejo Cepeda Leal Simón Hierrezuelo León Gutierrez |

| Wyjściowe ustawienia drużyn w 2. secie                                                                              |
| --- |
| \| Khtey Muserskiy Mikhaylov Biryukov Wołkow Grankin Komarov Camejo Cepeda Leal Simón Hierrezuelo León Gutierrez \| |
| |
| Khtey Muserskiy Mikhaylov Biryukov Wołkow Grankin Komarov Camejo Cepeda Leal Simón Hierrezuelo León Gutierrez       |

| Khtey Muserskiy Mikhaylov Biryukov Wołkow Grankin Komarov Camejo Cepeda Leal Simón Hierrezuelo León Gutierrez |

| Wyjściowe ustawienia drużyn w 3. secie                                                                              |
| --- |
| \| Grankin Khtey Muserskiy Mikhaylov Biryukov Wołkow Komarov Camejo Cepeda Leal Simón Hierrezuelo León Gutierrez \| |
| |
| Grankin Khtey Muserskiy Mikhaylov Biryukov Wołkow Komarov Camejo Cepeda Leal Simón Hierrezuelo León Gutierrez       |

| Grankin Khtey Muserskiy Mikhaylov Biryukov Wołkow Komarov Camejo Cepeda Leal Simón Hierrezuelo León Gutierrez |

| Wyjściowe ustawienia drużyn w 4. secie                                                                                 |
| --- |
| \| Khtey Muserskiy Mikhaylov Biryukov Wołkow Grankin Komarov Camejo Hernandez Leal Simón Hierrezuelo León Gutierrez \| |
| |
| Khtey Muserskiy Mikhaylov Biryukov Wołkow Grankin Komarov Camejo Hernandez Leal Simón Hierrezuelo León Gutierrez       |

| Khtey Muserskiy Mikhaylov Biryukov Wołkow Grankin Komarov Camejo Hernandez Leal Simón Hierrezuelo León Gutierrez |

| Wyjściowe ustawienia drużyn w 5. secie                                                                                 |
| --- |
| \| Grankin Khtey Muserskiy Mikhaylov Biryukov Wołkow Komarov Camejo Hernandez Leal Simón Hierrezuelo León Gutierrez \| |
| |
| Grankin Khtey Muserskiy Mikhaylov Biryukov Wołkow Komarov Camejo Hernandez Leal Simón Hierrezuelo León Gutierrez       |

| Grankin Khtey Muserskiy Mikhaylov Biryukov Wołkow Komarov Camejo Hernandez Leal Simón Hierrezuelo León Gutierrez |

|                                  |    |                     |        |
|                                  |    |                     |        |
| P                                | 1  | Wilfredo León       | 13 pkt |
| P                                | 4  | Joandry Leal        | 14 pkt |
| L                                | 6  | Keibir Gutierrez    |        |
| Ś                                | 7  | Osmany Camejo       | 3 pkt  |
| A                                | 8  | Rolando Cepeda      | 6 pkt  |
| Ś                                | 13 | Roberlandy Simón    | 17 pkt |
| R                                | 14 | Raydel Hierrezuelo  | 5 pkt  |
| Zmiany:                          |    |                     |        |
| P                                | 3  | Alvarez Leyva       |        |
| P                                | 12 | Henry Bell Cisnero  |        |
| Ś                                | 16 | Isbel Mesa Sandobal |        |
| R                                | 18 | Yoandri Díaz        |        |
| A                                | 19 | Fernando Hernandez  | 15 pkt |
| Trener:                          |    |                     |        |
| Orlando Samuels Blackwood (Kuba) |    |                     |        |

|                          |    |                   |        |
|                          |    |                   |        |
| P                        | 4  | Taras Khtey       | 14 pkt |
| R                        | 6  | Sergey Grankin    | 6 pkt  |
| P                        | 8  | Denis Biryukov    | 1 pkt  |
| Ś                        | 13 | Dmitriy Muserskiy | 17 pkt |
| Ś                        | 15 | Aleksandr Wołkow  | 11 pkt |
| A                        | 17 | Maxim Mikhaylov   | 18 pkt |
| L                        | 19 | Valery Komarov    |        |
| Zmiany:                  |    |                   |        |
| A                        | 2  | Semen Poltavskiy  | 1 pkt  |
| P                        | 3  | Dmitry Krasikov   |        |
| Ś                        | 7  | Alexey Kazakov    |        |
| Ś                        | 14 | Anton Astashenkov | 13 pkt |
| R                        | 16 | Sergey Makarov    |        |
| Trener:                  |    |                   |        |
| Daniele Bagnoli (Włochy) |    |                   |        |

| Wyjściowe ustawienia drużyn w 1. secie                                                                              |
| --- |
| \| Grankin Khtey Muserskiy Mikhaylov Biryukov Wołkow Komarov Camejo Cepeda Leal Simón Hierrezuelo León Gutierrez \| |
| |
| Grankin Khtey Muserskiy Mikhaylov Biryukov Wołkow Komarov Camejo Cepeda Leal Simón Hierrezuelo León Gutierrez       |

| Grankin Khtey Muserskiy Mikhaylov Biryukov Wołkow Komarov Camejo Cepeda Leal Simón Hierrezuelo León Gutierrez |

| Wyjściowe ustawienia drużyn w 2. secie                                                                              |
| --- |
| \| Khtey Muserskiy Mikhaylov Biryukov Wołkow Grankin Komarov Camejo Cepeda Leal Simón Hierrezuelo León Gutierrez \| |
| |
| Khtey Muserskiy Mikhaylov Biryukov Wołkow Grankin Komarov Camejo Cepeda Leal Simón Hierrezuelo León Gutierrez       |

| Khtey Muserskiy Mikhaylov Biryukov Wołkow Grankin Komarov Camejo Cepeda Leal Simón Hierrezuelo León Gutierrez |

| Wyjściowe ustawienia drużyn w 3. secie                                                                              |
| --- |
| \| Grankin Khtey Muserskiy Mikhaylov Biryukov Wołkow Komarov Camejo Cepeda Leal Simón Hierrezuelo León Gutierrez \| |
| |
| Grankin Khtey Muserskiy Mikhaylov Biryukov Wołkow Komarov Camejo Cepeda Leal Simón Hierrezuelo León Gutierrez       |

| Grankin Khtey Muserskiy Mikhaylov Biryukov Wołkow Komarov Camejo Cepeda Leal Simón Hierrezuelo León Gutierrez |

| Wyjściowe ustawienia drużyn w 4. secie                                                                                 |
| --- |
| \| Khtey Muserskiy Mikhaylov Biryukov Wołkow Grankin Komarov Camejo Hernandez Leal Simón Hierrezuelo León Gutierrez \| |
| |
| Khtey Muserskiy Mikhaylov Biryukov Wołkow Grankin Komarov Camejo Hernandez Leal Simón Hierrezuelo León Gutierrez       |

| Khtey Muserskiy Mikhaylov Biryukov Wołkow Grankin Komarov Camejo Hernandez Leal Simón Hierrezuelo León Gutierrez |

| Wyjściowe ustawienia drużyn w 5. secie                                                                                 |
| --- |
| \| Grankin Khtey Muserskiy Mikhaylov Biryukov Wołkow Komarov Camejo Hernandez Leal Simón Hierrezuelo León Gutierrez \| |
| |
| Grankin Khtey Muserskiy Mikhaylov Biryukov Wołkow Komarov Camejo Hernandez Leal Simón Hierrezuelo León Gutierrez       |

| Grankin Khtey Muserskiy Mikhaylov Biryukov Wołkow Komarov Camejo Hernandez Leal Simón Hierrezuelo León Gutierrez |

|                                  |    |                     |        |
|                                  |    |                     |        |
| P                                | 1  | Wilfredo León       | 13 pkt |
| P                                | 4  | Joandry Leal        | 14 pkt |
| L                                | 6  | Keibir Gutierrez    |        |
| Ś                                | 7  | Osmany Camejo       | 3 pkt  |
| A                                | 8  | Rolando Cepeda      | 6 pkt  |
| Ś                                | 13 | Roberlandy Simón    | 17 pkt |
| R                                | 14 | Raydel Hierrezuelo  | 5 pkt  |
| Zmiany:                          |    |                     |        |
| P                                | 3  | Alvarez Leyva       |        |
| P                                | 12 | Henry Bell Cisnero  |        |
| Ś                                | 16 | Isbel Mesa Sandobal |        |
| R                                | 18 | Yoandri Díaz        |        |
| A                                | 19 | Fernando Hernandez  | 15 pkt |
| Trener:                          |    |                     |        |
| Orlando Samuels Blackwood (Kuba) |    |                     |        |

- I sędzia:
- II sędzia:
- Czas trwania meczu:

| Rosja | Statystyki        | Kuba |
| 3     | SETY              | 2    |
| 110   | MAŁE PUNKTY       | 97   |
| 57    | ATAK              | 63   |
| 14    | BLOK              | 7    |
| 10    | SERWIS            | 3    |
| 29    | BŁĘDY PRZECIWNIKA | 24   |

## Kuba - Włochy
Piątek, 23 lipca 2010

17:40 (UTC-3) - Orfeo Superdomo, Cordoba - Widzów: 4 500
| Kuba                 | 3:0 (25:17, 35:33, 25:22) | Włochy                                    |
| Wilfredo León 14 pkt | raport                    | Alessandro Fei 12 pkt Matej Černić 12 pkt |

|                                  |    |                     |        |
|                                  |    |                     |        |
| P                                | 1  | Wilfredo León       | 14 pkt |
| P                                | 4  | Joandry Leal        | 12 pkt |
| L                                | 6  | Keibir Gutierrez    |        |
| Ś                                | 7  | Osmany Camejo       | 7 pkt  |
| Ś                                | 13 | Roberlandy Simón    | 10 pkt |
| R                                | 14 | Raydel Hierrezuelo  | 4 pkt  |
| A                                | 19 | Fernando Hernandez  | 11 pkt |
| Zmiany:                          |    |                     |        |
| P                                | 3  | Alvarez Leyva       |        |
| A                                | 8  | Rolando Cepeda      |        |
| P                                | 12 | Henry Bell Cisnero  |        |
| Ś                                | 16 | Isbel Mesa Sandobal |        |
| R                                | 18 | Yoandri Díaz        | 1 pkt  |
| Trener:                          |    |                     |        |
| Orlando Samuels Blackwood (Kuba) |    |                     |        |

| Wyjściowe ustawienia drużyn w 1. secie                                                                               |
| --- |
| \| Camejo Hernandez Leal Simón Hierrezuelo León Gutierrez Vermiglio Černić Birarelli Fei Parodi Mastrangelo Marra \| |
| |
| Camejo Hernandez Leal Simón Hierrezuelo León Gutierrez Vermiglio Černić Birarelli Fei Parodi Mastrangelo Marra       |

| Camejo Hernandez Leal Simón Hierrezuelo León Gutierrez Vermiglio Černić Birarelli Fei Parodi Mastrangelo Marra |

| Wyjściowe ustawienia drużyn w 2. secie                                                                               |
| --- |
| \| Camejo Hernandez Leal Simón Hierrezuelo León Gutierrez Černić Birarelli Fei Parodi Mastrangelo Vermiglio Marra \| |
| |
| Camejo Hernandez Leal Simón Hierrezuelo León Gutierrez Černić Birarelli Fei Parodi Mastrangelo Vermiglio Marra       |

| Camejo Hernandez Leal Simón Hierrezuelo León Gutierrez Černić Birarelli Fei Parodi Mastrangelo Vermiglio Marra |

| Wyjściowe ustawienia drużyn w 3. secie                                                                               |
| --- |
| \| Camejo Hernandez Leal Simón Hierrezuelo León Gutierrez Vermiglio Černić Birarelli Fei Parodi Mastrangelo Marra \| |
| |
| Camejo Hernandez Leal Simón Hierrezuelo León Gutierrez Vermiglio Černić Birarelli Fei Parodi Mastrangelo Marra       |

| Camejo Hernandez Leal Simón Hierrezuelo León Gutierrez Vermiglio Černić Birarelli Fei Parodi Mastrangelo Marra |

|                          |    |                    |        |
|                          |    |                    |        |
| Ś                        | 1  | Luigi Mastrangelo  | 6 pkt  |
| L                        | 2  | Davide Marra       |        |
| P                        | 3  | Simone Parodi      | 7 pkt  |
| R                        | 5  | Valerio Vermiglio  | 1 pkt  |
| A                        | 14 | Alessandro Fei     | 12 pkt |
| Ś                        | 15 | Emanuele Birarelli | 4 pkt  |
| P                        | 18 | Matej Černić       | 12 pkt |
| Zmiany:                  |    |                    |        |
| P                        | 7  | Michal Lasko       | 8 pkt  |
| P                        | 8  | Gabriele Maruotti  |        |
| P                        | 11 | Cristian Savani    | 1 pkt  |
| R                        | 13 | Dragan Travica     |        |
| Ś                        | 17 | Andrea Sala        |        |
| Trener:                  |    |                    |        |
| Andrea Anastasi (Włochy) |    |                    |        |

|                                  |    |                     |        |
|                                  |    |                     |        |
| P                                | 1  | Wilfredo León       | 14 pkt |
| P                                | 4  | Joandry Leal        | 12 pkt |
| L                                | 6  | Keibir Gutierrez    |        |
| Ś                                | 7  | Osmany Camejo       | 7 pkt  |
| Ś                                | 13 | Roberlandy Simón    | 10 pkt |
| R                                | 14 | Raydel Hierrezuelo  | 4 pkt  |
| A                                | 19 | Fernando Hernandez  | 11 pkt |
| Zmiany:                          |    |                     |        |
| P                                | 3  | Alvarez Leyva       |        |
| A                                | 8  | Rolando Cepeda      |        |
| P                                | 12 | Henry Bell Cisnero  |        |
| Ś                                | 16 | Isbel Mesa Sandobal |        |
| R                                | 18 | Yoandri Díaz        | 1 pkt  |
| Trener:                          |    |                     |        |
| Orlando Samuels Blackwood (Kuba) |    |                     |        |

| Wyjściowe ustawienia drużyn w 1. secie                                                                               |
| --- |
| \| Camejo Hernandez Leal Simón Hierrezuelo León Gutierrez Vermiglio Černić Birarelli Fei Parodi Mastrangelo Marra \| |
| |
| Camejo Hernandez Leal Simón Hierrezuelo León Gutierrez Vermiglio Černić Birarelli Fei Parodi Mastrangelo Marra       |

| Camejo Hernandez Leal Simón Hierrezuelo León Gutierrez Vermiglio Černić Birarelli Fei Parodi Mastrangelo Marra |

| Wyjściowe ustawienia drużyn w 2. secie                                                                               |
| --- |
| \| Camejo Hernandez Leal Simón Hierrezuelo León Gutierrez Černić Birarelli Fei Parodi Mastrangelo Vermiglio Marra \| |
| |
| Camejo Hernandez Leal Simón Hierrezuelo León Gutierrez Černić Birarelli Fei Parodi Mastrangelo Vermiglio Marra       |

| Camejo Hernandez Leal Simón Hierrezuelo León Gutierrez Černić Birarelli Fei Parodi Mastrangelo Vermiglio Marra |

| Wyjściowe ustawienia drużyn w 3. secie                                                                               |
| --- |
| \| Camejo Hernandez Leal Simón Hierrezuelo León Gutierrez Vermiglio Černić Birarelli Fei Parodi Mastrangelo Marra \| |
| |
| Camejo Hernandez Leal Simón Hierrezuelo León Gutierrez Vermiglio Černić Birarelli Fei Parodi Mastrangelo Marra       |

| Camejo Hernandez Leal Simón Hierrezuelo León Gutierrez Vermiglio Černić Birarelli Fei Parodi Mastrangelo Marra |

|                          |    |                    |        |
|                          |    |                    |        |
| Ś                        | 1  | Luigi Mastrangelo  | 6 pkt  |
| L                        | 2  | Davide Marra       |        |
| P                        | 3  | Simone Parodi      | 7 pkt  |
| R                        | 5  | Valerio Vermiglio  | 1 pkt  |
| A                        | 14 | Alessandro Fei     | 12 pkt |
| Ś                        | 15 | Emanuele Birarelli | 4 pkt  |
| P                        | 18 | Matej Černić       | 12 pkt |
| Zmiany:                  |    |                    |        |
| P                        | 7  | Michal Lasko       | 8 pkt  |
| P                        | 8  | Gabriele Maruotti  |        |
| P                        | 11 | Cristian Savani    | 1 pkt  |
| R                        | 13 | Dragan Travica     |        |
| Ś                        | 17 | Andrea Sala        |        |
| Trener:                  |    |                    |        |
| Andrea Anastasi (Włochy) |    |                    |        |

- I sędzia: O. Sakaide (Japonia)
- II sędzia: F. Loderus (Holandia)
- Czas trwania meczu: 94 min

| Kuba | Statystyki        | Włochy |
| 3    | SETY              | 0      |
| 85   | MAŁE PUNKTY       | 72     |
| 40   | ATAK              | 42     |
| 14   | BLOK              | 5      |
| 5    | SERWIS            | 4      |
| 26   | BŁĘDY PRZECIWNIKA | 21     |